# Crash Test
Crash Test — нереалізований 4-й альбом італійського поп-гурту Eiffel 65, який мав вийти у 2005 році.
У 2004, випустивши 3-й студійний альбом Eiffel 65 (Italian album) та його англійську версію Eiffel 65 (English album), гурт почав роботу над 4-м студійним альбомом під робочою назвою "Crash Test". Літом 2005, на момент розпаду Eiffel 65 альбом був повністю сформований та
майже готовий до випуску. Мауро Лобіна та Джефрі Джей вирішили випустити альбом, але він вже вийшов на світ під назвою Crash Test 01 як перший студійний альбом дуету Bloom 06 восени 2006 року.

## Історія
Італійський європоп-гурт Eiffel 65 (1997-2005) відомий своїм хітом Blue (Da Ba Dee) та дебютним альбомом Europop. Колектив був шалено популярним наприкінці 90-х через легкі тексти та танцювальний ритм.
У 2001 Eiffel 65 випустили свій другий студійний альбом Contact! Він мав більш футуристичну тематику, а учасники гурту більше експериментували зі звучанням. У 2001/2002 роках тріо почало поступово роз'єднуватись. В той період учасник діджей Габрі Понте записав декілька треків, зокрема Geordie (2001), Got to Get (2001), Time to Rock (2002), які стали хітами в Італії. У 2002 він випустив свій перший альбом Gabry Ponte.
У 2003 Eiffel 65 видали однойменний альбом, який став офіційно останнім в їх дискографії. У 2004 альбом перекладено англійською. У 2004/2005 роках Eiffel 65 почали роботу над четвертим студійним альбомом під робочою назвою Crash Test.
У 2005 році Мауро Лобіна та Джефрі Джей записали 2-годинний демо-трек Lost In The Supermarket. Частини з цього запису послугували матеріалом для пісень з 4-го альбому. Демо-трек було опубліковано у тому ж році на сайті гурту в 3-х частинах. У червні 2005 Габрі Понте покинув гурт і Eiffel 65 розпався, але Мауро Лобіна та Джефрі Джей виконали Lost In The Supermarket на Traffic Music Festival в Турині 30 червня 2005. Того ж року, двоє учасників заснували дует Bloom 06. Демо та повноцінні треки увійшли в альбом Crash Test 01 та були випущені 13 жовтня 2006 року.

## Звучання
Crash Test мав зовсім не типове для Eiffel 65 звучання. Пісні мали досить темні та похмурі заголовки й слова. Стиль альбому начебто кричав "Це не Eiffel 65". Звучання дійсно було сповнене експериментальними, новими й авангардними елементами. Новими звуками й мелодіями.

## Запис
Альбом був записаний в Італії учасниками гурту — Джефрі Джеєм та Мауро Лобіною. У записі також брала участь технічна команда.

## Трек-лист
Трек-лист 4-го альбому Eiffel 65 це фактично трек-лист першого альбому Bloom 06, який складався з наступних композицій:
1. "When the Party's Over"
2. "Cielo spento"
3. "In the City"
4. "Don't Say these Words"
5. "Per Sempre"
6. "The Crash"
7. "Vorrei essere come te"
8. "The Old Field of Angels"

Навіть тут, у трек-листі можна помітити доволі дивні назви для пісень, як-от: Cielo Spento ("Небо Вимкнене"), The Old Field of Angels ("Старе Поле Ангелів"), яка до того ж має похмуру тему й текст.